# Presto (album)
Presto is het dertiende album van Rush, uitgebracht in 1989 door Anthem Records en Atlantic Records. Het was het eerste album van Rush voor Atlantic nadat ze ervoor gekozen hadden hun contract bij Mercury niet te verlengen. Het is het eerste album waarop afgestapt wordt van de synthesizer-sound van de jaren 80 en gekozen wordt voor een steviger geluid.

## Nummers
1. Show Don't Tell – 5:01
2. Chain Lightning – 4:33
3. The Pass – 4:51
4. War Paint – 5:24
5. Scars – 4:07
6. Presto – 5:45
7. Superconductor – 4:47
8. Anagram (for Mongo) – 4:00
9. Red Tide – 4:29
10. Hand Over Fist – 4:11
11. Available Light – 5:03

## Artiesten
- Geddy Lee - zang, bas
- Alex Lifeson - gitaar
- Neil Peart - drums